# 田间鸭嘴草
田间鸭嘴草（学名：Ischaemum rugosum），为禾本科鸭嘴草属下的一个植物种。